# Hemithrinax rivularis
Hemithrinax rivularis är en enhjärtbladig växtart som beskrevs av Leon. Hemithrinax rivularis ingår i släktet Hemithrinax och familjen Arecaceae.

## Underarter
Arten delas in i följande underarter:
- H. r. rivularis
- H. r. savannarum